# Club Baloncesto Econy Sandra Gran Canaria
La Agrupación Deportiva de Minusválidos Econy, conocida como Econy Sandra, es un club deportivo fundado en 1985 y que compite en la División de Honor de la Liga nacional de Baloncesto en silla de ruedas.
En los cuatro últimos años, esta agrupación ha conseguido un subcampeonato de liga (01-02), un subcampeonato de Europa en la temporada 2003 –04, dos terceros puestos y un subcampeonato en la André Vergauwen Cup europea (01-02, 02-03, 03-04), dos Copas de SM. El Rey (00-01, 02-03) y un campeonato europeo Willi Brinkmann Cup (06-07). Así mismo, ha estado presente en los tres primeros puestos del División de Honor del baloncesto en silla de ruedas español en las últimas cinco temporadas y  ha disputado la Copa de Europa de Campeones de Liga (00-01) cayendo eliminados en octavos de final, estando presente en todas las fases finales de la Copa de S.M. El Rey en las últimas seis temporadas.
En la actualidad seis de sus jugadores pertenecen o han pertenecido en los últimos años a la selección nacional absoluta y un séptimo jugador ha sido internacional sub-22. 
Además ocupa el puesto décimo del ranking europeo de clubes.
- Datos: Q5773386